# Memorial Stadium (Indiana)
Memorial Stadium, también conocido como The Rock, es un estadio ubicado en Bloomington, Indiana, es utilizado principalmente para practicar fútbol americano, es la casa de los Indiana Hoosiers. El estadio se inauguró en 1960 como parte de una nueva área de atletismo en la universidad y actualmente tiene una capacidad de 52 929, sustituyendo el original Memorial Stadium, construido en 1925, un estadio de 20 000 asientos ubicado donde se ubica actualmente el invernadero de la Universidad.
- Datos: Q3305509
- Multimedia: Memorial Stadium (Indiana) / Q3305509